# Fessenheim (Wechingen)
Fessenheim ist ein Gemeindeteil der Gemeinde Wechingen im Landkreis Donau-Ries (Regierungsbezirk Schwaben, Bayern).

## Lage
Das Pfarrdorf liegt auf freier Flur, etwa drei Kilometer südlich von Wechingen an der Wörnitz. Im Ort kreuzen sich die Staatsstraßen 2221 und 2213.

## Geschichte
Ursprünglich war Fessenheim wohl eine Alemannensiedlung (nach 260 n. Chr.). Der Name geht wahrscheinlich auf einen fränkischen Edelmann namens Vezo zurück, der im nahegelegenen Königshof Deiningen zum Herrn der noch bestehenden alemannischen Siedlung bestellt worden war. Im Jahre 760 gingen einige Güter in den Besitz des Klosters Fulda über. Im 12. Jahrhundert waren das Augsburger Kloster St. Ulrich und Afra, die Grafen von Oettingen und das Kloster Kaisheim begütert.
1539 führte Graf Ludwig XV von Oettingen in seinem Herrschaftsgebiet die Reformation ein. Nach Ende des Dreißigjährigen Krieges kamen viele evangelische Exulanten, vor allem aus dem Salzburger Land, ins Ries und auch nach Fessenheim.
In den 1760er Jahren brannte durch einen Blitzschlag fast das ganze Dorf nieder. 1765 gehörte Fessenheim mit 40 Untertanen zum oettingischen Oberamt Alerheim. Sechs Höfe waren noch kaisheimisch, ein Hof brandenburgisch-ansbachisch und ein Söldner nördlingisch. in den Jahren 1796 bis 1806 kamen durch die französischen Eroberungen immer wieder deren Truppen ins Ries. Die fürstlich wallensteinische Herrschaft fiel gemäß den Plänen Napoleon I dem Königreich Bayern zu.
Die Bayerische Uraufnahme zeigt Fessenheim in den 1810er Jahren als ein Angerdorf mit 66 Herdstellen und der Kirche St. Stephan. Die Wirtschaftsflächen sind durch Erbfolge stark zersiedelt.
Im Jahre 1903 wurde die Bahnstrecke Nördlingen-Wemding mit dem Bahnhof Fessenheim eröffnet, 1996 wurde sie offiziell stillgelegt. Der Erste Weltkrieg forderte elf junge Männer aus dem Dorf als Opfer, im Zweiten Weltkrieg fielen 27 Fessenheimer Soldaten, 17 weitere wurden vermisst. Im April 1945 sprengten deutsche Truppen bei ihrem Rückzug die Fessenheimer Wörnitzbrücke. Die nach dem Krieg erstellte Behelfsbrücke wurde 1953 durch eine Spannbetonbrücke ersetzt.
Vor der Gebietsreform war Fessenheim eine Gemeinde mit dem Gemeindeteil Muttenauhof. Am 1. Mai 1978 wurde sie nach Wechingen eingegliedert.

## Baudenkmäler
- Die evangelische Stephanuskirche (Anfang 15. Jahrhundert)
- Die katholische Christkönigskirche aus dem Jahr 1963